# Liste des saints auxiliateurs
Pour les articles homonymes, voir Liste des saints.

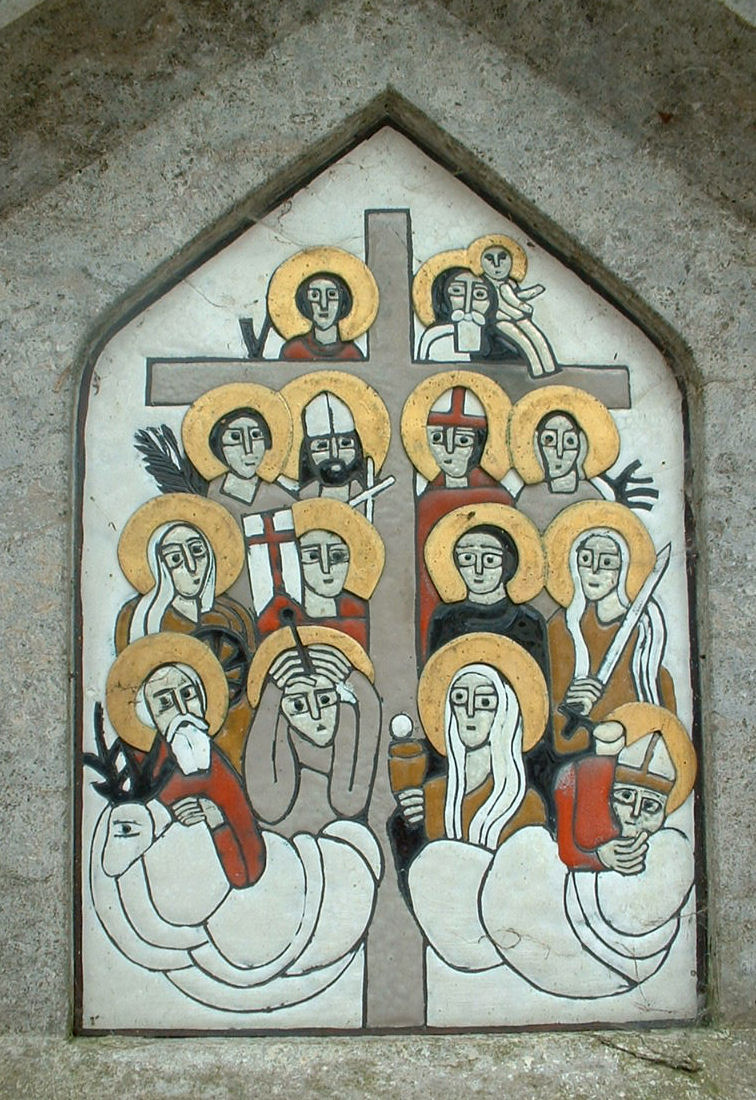
Les saints auxiliateurs.

Les saints auxiliateurs ou auxiliaires (du latin sancti auxiliatores, nom d'agent dérivé du substantif auxilium, « secours ») sont un groupe de quatorze saints vus comme particulièrement secourables, soit que leur intercession auprès du Seigneur ait plus d'efficacité, soit qu'ils passent pour plus accessibles aux prières, en particulier dans les situations d'urgence. Tous, sauf saint Gilles, sont des martyrs.
« Élaboré dès le XIVe siècle au couvent des dominicains de Ratisbonne, le culte des saints Auxiliateurs est stimulé par la vision du berger franconien Hermann Leicht en 1446 à Francovallis, aujourd'hui Vierzehnheiligen : l'Enfant-Jésus lui apparaît, entouré de 14 enfants. Ces 14 enfants, vêtus d'une robe mi-partie de rouge et de blanc, ont été identifiés aux 14 Intercesseurs les plus réputés en Franconie ». Si le culte des saints auxiliateurs apparaît d'abord en terre germanique, il connait rapidement une large expansion européenne et des adaptations locales dans les contrées romanes, notamment en France. La basilique de Vierzehnheiligen leur est consacrée.

## Noms des saints auxiliateurs
| Saint                                                                         | Signe distinctif                         | Patronage | Spécialité |
| ----------------------------------------------------------------------------- | ---------------------------------------- | --- | --- |
| Saint Acace (le 8 mai), martyr                                                | Couronne d'épines                        | Soldats. | Maux de têtes, tourments de l'agonie. Pour la pluie ou le beau temps. Maladies dartreuses.                                                               |
| Sainte Barbe ou Barbara (le 4 décembre), vierge et martyre                    | Tour, et ciboire surmonté d'une hostie   | Artificiers, artilleurs, mineurs, pompiers… Jeunes vierges. Agonisants et prisonniers.                                                                                | Protection contre la foudre, ou les explosions Mort subite. Fièvre.                                                                                      |
| Saint Blaise de Sébaste (le 3 février), évêque et martyr.                     | Deux cierges croisés                     | Animaux, cardeurs. | Maux de gorge. |
| Sainte Catherine d'Alexandrie (le 25 novembre), vierge et martyre.            | Roue brisée                              | Filles célibataires Professions intellectuelles : étudiants, philosophes, orateurs, avocats. Professions liées à la roue : charrons, meuniers, rémouleurs, tourneurs. | Maladies de la langue. Célibat. Dangers des femmes enceintes, fausses couches. Mort subite.                                                              |
| Saint Christophe (le 25 juillet), martyr                                      | Géant portant l'enfant Jésus             | Arbalétriers, portefaix, forts des halles, foulons, fruitiers. | Orages, tempêtes, accidents de voyage. Peste bubonique.                                                                                                  |
| Saint Cyriaque de Rome (le 8 août), diacre et martyr                          | Habit de diacre                          | | Maladies des yeux. Possessions du démon. Tentation sur le lit de mort.                                                                                   |
| Saint Denis (le 9 octobre), évêque et martyr.                                 | Décapité et porte sa tête.               | | Possessions diaboliques. Maux de tête. |
| Saint Égide appelé le plus souvent Gilles (le 1er septembre), ermite et abbé. | Habit bénédictin et biche                | Estropiés. | Panique, mal caduc, frayeurs nocturnes, folie. Cancer. Stérilité des femmes. Difficultés d'allaitement. Maladies des nourrices. Peste. Bonne confession. |
| Saint Érasme (le 2 juin), évêque et martyr.                                   | Entrailles enroulées autour d'un treuil. | Marins (allusion au cabestan). | Maux d'entrailles. |
| Saint Eustache (le 20 septembre), martyr                                      | Cerf et équipage de chasse.              | | Feu (éternel ou temporel). Discorde dans la famille. |
| Saint Georges (le 23 avril), martyr.                                          | Chevalier terrassant un dragon.          | Chevaliers, boy-scouts | Dartres. Santé des animaux domestiques. |
| Saint Guy (ou Vite) (le 15 juin), martyr.                                     | Croix, chaudron et chiot(s)              | | Danse de saint-Guy (chorée), épilepsie. Léthargies. Morsures de bêtes. Pour une bonne confession.                                                        |
| Sainte Marguerite d'Antioche de Pisidie (le 20 juillet), vierge et martyre.   | Tient un dragon enchaîné.                | | Maux de reins. Conception, grossesse, accouchement. |
| Saint Pantaléon de Nicomédie (le 27 juillet), martyr.                         | Deux mains clouées.                      | | Maladie de consomption, appelée plus tard phtisie ou tuberculose. Pour des médecins.                                                                     |

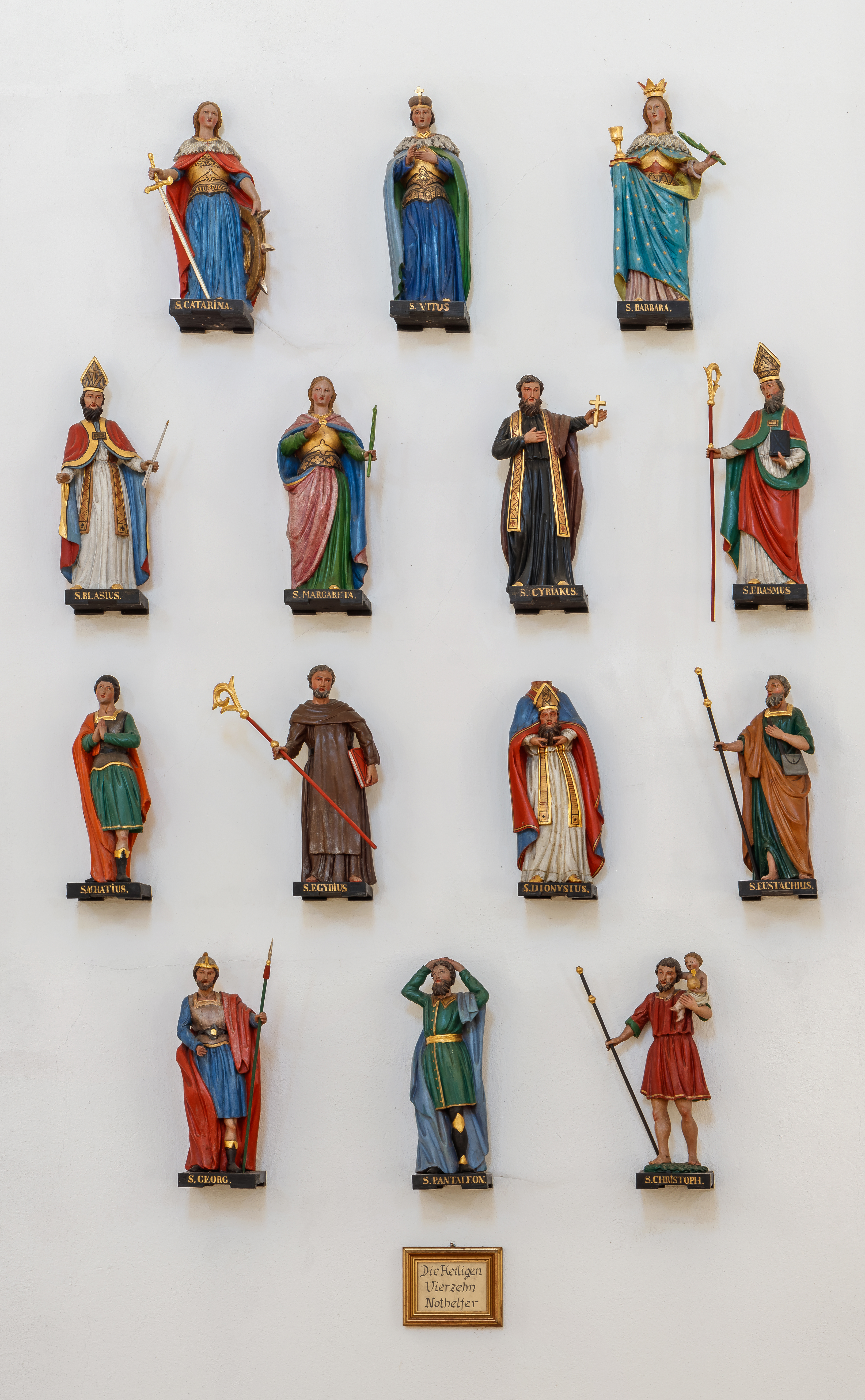
Figurines des saints auxiliateurs, d'auteur inconnu, à la chapelle Saint-Michel située sur le Michaelsberg d'Untergrombach, un village en Allemagne dans le Bade-Wurtemberg.

La Vierge Marie, lorsqu'elle est invoquée comme Notre-Dame du Bon Secours, ou Notre-Dame Auxiliatrice (le 24 mai), est à ajouter à cette liste car on croit qu'elle vient alors au secours de ceux qui sont dans le besoin.
Dans les lieux de prière catholiques romaines de la région alpine de la période baroque, un ou plusieurs saints auxiliateurs figurent dans les Sept Refuges.
On trouve souvent les saints auxiliateurs disposés deux à deux de la façon suivante :
- Saint Georges et saint Eustache
- Saint Guy et saint Christophe
- Saint Gilles et saint Cyriaque
- Saint Érasme et saint Blaise
- Saint Pantaléon et saint Acace
- Saint Denis et sainte Marguerite
- Sainte Catherine et sainte Barbe

## Autres saints thaumaturges et protecteurs de la santé
| Saint             | Signe distinctif                                                       | Patronage                   | Spécialité                               |
| ----------------- | ---------------------------------------------------------------------- | --------------------------- | ---------------------------------------- |
| Antoine de Padoue | tenant un livre sur lequel est posé l'Enfant Jésus.                    |                             | Petits enfants et femmes stériles.       |
| Apolline          |                                                                        | Maux de dents.              |                                          |
| Cunégonde         |                                                                        |                             | Enfants et femmes enceintes.             |
| Ignace de Loyola  |                                                                        |                             | Interventions chirurgicales.             |
| Lazare            |                                                                        |                             | Lèpre.                                   |
| Roch              | Pèlerin (chapeau, bâton) avec chien, peau marquée d'un bubon de peste. |                             | Épidémies, maladies contagieuses. Peste. |
| Sébastien         | Jeune martyr attaché à un arbre, percé de flèches.                     | Archers, police, infanterie | Épidémies, peste, Sida.                  |
| Pancrace          |                                                                        |                             | Accouchement.                            |
| Ulrich            |                                                                        |                             | Fièvre. Maladies infantiles.             |

Selon les sources, les lieux et les époques, la liste des saints intercesseurs peut varier et inclure : Antoine le Grand, Léonard de Noblat, Nicolas de Myre, Sébastien, Oswald de Northumbrie, Sixte II, Apolline, Wolfgang de Ratisbonne ou Roch.